# Поарч (плем'я індіанців-крик)
31°05′53″ пн. ш. 87°33′25″ зх. д. / 31.09805556° пн. ш. 87.55694444° зх. д.
Плем'я Поарч індіанців Крик — федерально визнане плем'я корінних американців в Алабамі. Індіанці говорять крикською мовою, були раніше відомі як нація Крик на схід від Міссісіпі.
Плем'я проживає в основному в окрузі Ескамбія. З кінця ХХ століття вони відкрили три ігрові казино та готель. Це дозволило їм отримувати доходи на освіту та соціальне забезпечення.

## Історія
Члени спільноти Поарч походять з індіанців Маскоги-Крик із Нижніх міст, які виступили на стороні США проти повсталих Північних криків «Червоні палички» у Крикській війні 1813—1814 років. Їхні предки застосували більше європейсько-американських практик, оскільки мали тісніші робочі стосунки з ними. Багато з цих криків лишалися в Алабамі, незважаючи на Закон про виселення індіанців 1830 р., згідно з яким більшість племені поступилися своєю землею і були примусово переселені в Індіанську територію на захід від річки Міссісіпі.
Крики в Алабамі мали умову для того, щоб лишитися: повинні були відмовитись від членства в племенах і стати громадянами Сполучених Штатів і штатів. Люди підтримували свої спільнотні зв'язки та культуру, живучи в Алабамі як ідентифікована окрема громада протягом останніх двох століть.
Вони здобули визнання племені від федерального уряду в ХХ столітті і відновили власний уряд згідно з письмовою конституцією. Гурт Поарч представляє лише частину нащадків тих криків, яких не виселили.
Протягом десятиліть багато індіанців на південному сході брали шлюби з афроамериканськими або європейсько-американськими сусідами. Деякі з їх нащадків асимілювались у ці соціальні та культурні групи. Інші ідентифікувались як крики, особливо якщо народжені від жінок-індіанок. Система спорідненості криків історично була матрилінійною, і діти вважалися народженими від клану матері та набували від неї свій соціальний статус. Спадок і майно передавалися за материнською лінією. Такі діти змішаної раси крикських жінок є повноправними членами племені.

## Вимоги до членства в племені
Щоб мати право брати участь у племені Поарч, люди повинні походити від одного або кількох американських індіанців, перелічених у одному з трьох списків: переписі населення США 1870 року в окрузі Ескамбія, штат Алабама; Переписі населення 1900 року в окрузі Ескамбія, штат Алабама; або Спеціальному індіанському переписі 1900 року в окрузі Монро, штат Алабама. Окрім того, що вони є безпосередньою нащадками кріків, вони повинні мати мінімальний квант крові в 1/4 крові американських індіанців (що еквівалентно одній повнокровній бабі чи діду) та не бути зарахованими до жодного іншого племені. Кожне федерально визнане плем'я має право встановлювати власні правила громадянства.

## Поточний стан
Індіанський заповідник Поарч-Крік розташований на півдні Алабами поблизу міста Атмор, штат Алабама. Нинішня їхня голова племені — Стефані Брайан.

## Ігри та гонки
Плем'я Поарч має кілька казино та іподроми, що працюють під управлінням компанії Wind Creek Hospitality, яка належить племені. Три його казино розташовані на суверенних племінних землях в Алабамі: Вінд Крік Атмор, Вінд Крік Монтгомері і Вінд Крік Ветампка. Вони поступово розширили свій ігровий, курортний та розважальний бізнес за межі резервації.
Окрім своєї резервувації плем'я володіє більшістю пакетів акцій в Грейхаунд-парку в Мобілі в штаті Алабама, Грейхаунд-парку в Пенсаколі та Крікські розваги Гретні у Флориді. У Карибському басейні племені належать два готельні казино, що працюють під брендом "Renaissance Hotels" в Арубі та Кюрасао, які вони придбали в жовтні 2017 року.
У Гарднервіллі, штат Невада, плем'я фінансувало і керує казино ВаШеШу, що належить племені Вашу. Казино відкрите у травні 2016 року. У місті Ібервіль, штат Міссісіпі, Wind Creek придбав землю для запланованої забудови казино в березні 2016 р.
У Пенсільванії плем'я домовилось у березні 2018 року придбати курортний готель Sands Casino Bethlehem за 1,3 мільярда доларів. Продаж був затверджений у травні 2019 року, а казино було перейменовано на Wind Creek Bethlehem.
У 2012 році плем'я оголосило про плани розширити свої ігрові операції на Hickory Ground у місті Ветпупка, штат Алабама. Нація Маскогі (Крик) Оклахоми подала позов, щоб запобігти цьому, аргументуючи це тим, що розширення вимагатиме розкопок та відновлення останків з історичного могильника криків на цьому місці.
У 2016 році плем'я уклало угоду про придбання курортного казино Margaritaville у місті Боссьє-Сіті, штат Луїзіана, яке було б перейменовано на казино Wind Creek. Однак продаж було скасовано через суперечку щодо ліцензійних платежів за ім'ям Маргаритавіля.
Наприкінці 2019 року Тплем'я Поарч індіанців Крик представив штату Алабама грандіозну угоду, яка надала б племені ексклюзивні права на азартні ігри в казино в обмін на 1 мільярд доларів.